# Barbacenia damaziana
Barbacenia damaziana là một loài thực vật có hoa trong họ Velloziaceae. Loài này được Beauverd miêu tả khoa học đầu tiên năm 1905.